# Новокиевка (Новосибирская область)
Новоки́евка — деревня в Куйбышевском районе Новосибирской области. Входит в состав Горбуновского сельсовета.

## География
Площадь деревни — 24 гектара.

## История
Основана в 1907 году. В 1926 году деревня состояла из 74 хозяйств, основное население — украинцы. В административном отношении находилась в составе Горбуновского сельсовета Барабинского района Барабинского округа Сибирского края.

## Население
| 1926 | 2002 | 2007 | 2010 |
| ---- | ---- | ---- | ---- |
| 435  | ↘150 | ↘144 | ↘125 |

## Инфраструктура
В деревне по данным на 2007 год функционирует 1 учреждение образования.